# New Jersey
Il New Jersey (/njuˈʤɛrsi/; in inglese: [n(j)uːˈdʒɜɹzi] ), in italiano raramente Nuovo Jersey, è uno Stato federato degli Stati Uniti d'America (sigla = NJ), con capitale Trenton. Con oltre 9 milioni di abitanti su una superficie di 22608 km², è di gran lunga lo Stato più densamente popolato degli Stati Uniti d'America.
La città più popolata è Newark, con circa 282 000 abitanti. Il New Jersey è soprannominato Garden State ("Lo Stato giardino").

## Geografia fisica

### Territorio
Il New Jersey è uno dei più piccoli stati federati statunitensi, con una superficie di 22608 km², appena inferiore a quella della Toscana.
È posto sulla costa dell'Oceano Atlantico e limitato ad ovest dal fiume Delaware. Il Delaware segna tutto il confine occidentale con la Pennsylvania e quello sud/sud-occidentale con lo Stato del Delaware. Il New Jersey confina a nord con lo Stato di New York. Il fiume Hudson separa il New Jersey nord-orientale dalla città di New York.
L'area metropolitana nord-orientale è anche detta Gateway Region (regione d'ingresso), nome dovuto alla presenza nel suo territorio della famosa Ellis Island, l'isola dalla quale, nella prima metà del XX secolo, sono passati decine di milioni di emigranti prima di essere ammessi negli Stati Uniti. Ne fanno parte le contee di Bergen, Essex, Hudson, Middlesex, Passaic e Union.
La parte nord-occidentale, detta Skylands, ha un territorio più ondulato, con colline e ampie aree a verde. Conserva un aspetto di zona residenziale benché molto meno densamente popolata e più rurale rispetto alla Gateway Region. Della Skylands fanno parte le contee di Sussex, Morris, Warren, Hunterdon e Somerset.
La parte sud-orientale e l'estremità meridionale, la Shore Region, è caratterizzata dalla costa atlantica ed è completamente pianeggiante. Comprende le contee di Monmouth e Ocean a nord, quella di Atlantic con l'area metropolitana di Atlantic City nella zona centrale, e quelle di Cumberland e Cape May nella parte più meridionale.
La zona sud-occidentale rientra nell'area della valle del Delaware ed è già considerata come area metropolitana di Filadelfia. Di questa fanno parte le contee di Mercer, Burlington, Camden, Gloucester e Salem.
Nell'interno del New Jersey centro-meridionale si trova la vasta foresta di Pine Barrens, sede tra l'altro della riserva nazionale di Pinelands: un ecosistema conservatosi sorprendentemente intatto, nonostante la sua collocazione in un'area a forte antropizzazione, tra New York e Filadelfia.

### Idrografia

#### Fiumi

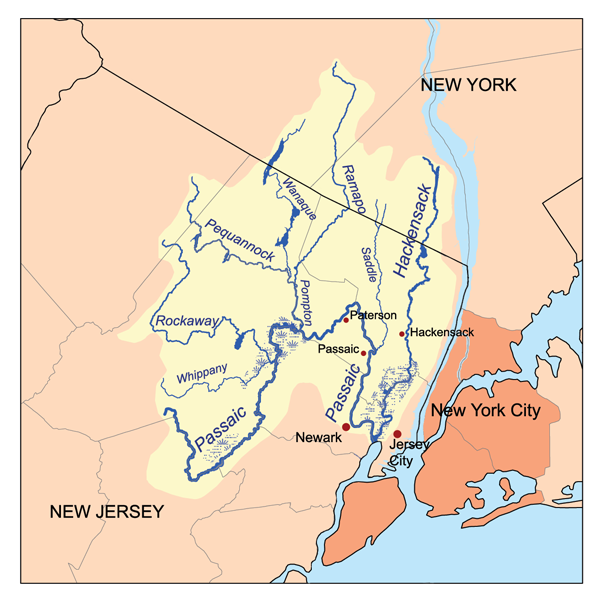
bacino idrografico

Fra i maggiori fiumi del New Jersey vanno menzionati lo Hudson, con alcuni affluenti, il Delaware, l'Hackensack, Passaic e il Saddle.

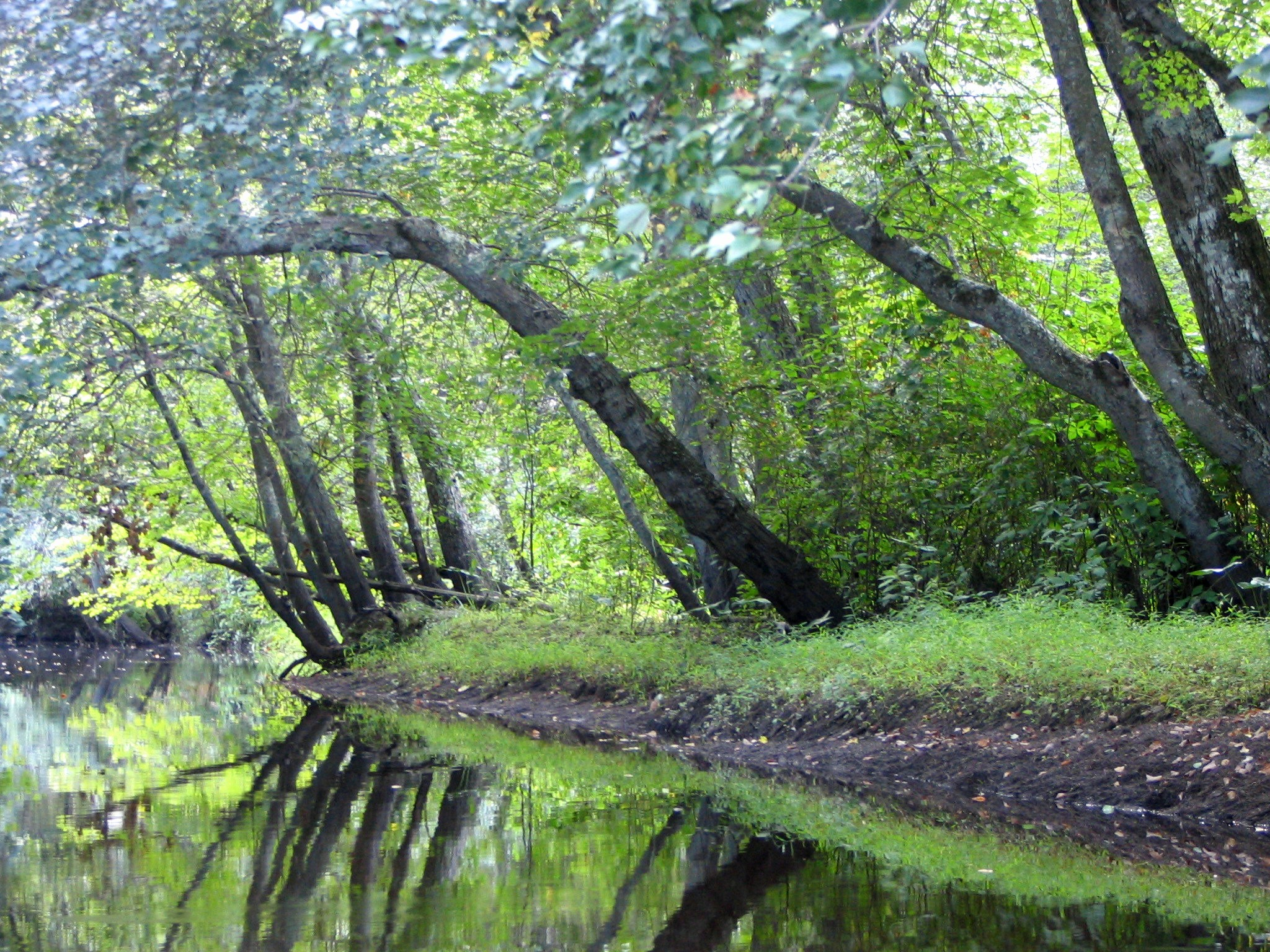
Scorcio del fiume Batsto, nella Riserva Nazionale di Pinelands

### Clima
La maggior parte del New Jersey presenta un clima temperato umido, con la sola eccezione delle contee nord-occidentali che hanno un clima continentale, sensibilmente più fresco. Le estati sono generalmente calde e umide, con temperature medie massime intorno ai 30 °C, e minime che difficilmente scendono sotto i 15 °C, quantomeno nei mesi di luglio e agosto. Gli inverni invece sono freddi. Le precipitazioni sono equamente distribuite in tutti i dodici mesi, in molti casi sotto forma di neve tra dicembre e marzo. Gli uragani e le tempeste tropicali sono molto rare.

## Origini del nome
Jersey è la più grande tra le Isole del Canale britanniche, che si trovano nel Canale della Manica e che formalmente sono dipendenze dirette della Corona (non fanno parte del Regno Unito). A Jersey era nato, ed era stato governatore per molti anni, sir George Carteret (1610-1680), che insieme a sir John Berkeley fondò la colonia. Dopo 10 anni in cui i due furono coproprietari della colonia, dal 1664 al 1674, Berkeley e Carteret litigarono e si divisero il New Jersey in due: East Jersey di Carteret e West Jersey di Berkeley. La seconda tuttavia fallì nel 1702 e le sue proprietà ritornarono alla corona, che unificò nuovamente il territorio.

## Storia
La zona costiera fu colonizzata dagli Svedesi (1638) e successivamente dagli Olandesi (1655-1664, 1673-1674). La piccola colonia fu conquistata definitivamente dagli Inglesi nel 1664 come proprietà privata per divenire poi Colonia della Corona nel 1702. Divenuto indipendente, fu il terzo Stato ad entrare a far parte dell'Unione degli Stati Uniti d'America, il 18 dicembre 1787. Durante la guerra di Indipendenza contro l'Inghilterra, il New Jersey fu il teatro principale delle operazioni. George Washington stabilì a Morristown il proprio quartier generale, ed alcune battaglie decisive per l'esito finale furono combattute in New Jersey.
Il New Jersey è comunemente noto come "Garden State", anche se l'origine del soprannome non è ufficialmente riconosciuta.

## Società

### Evoluzione demografica

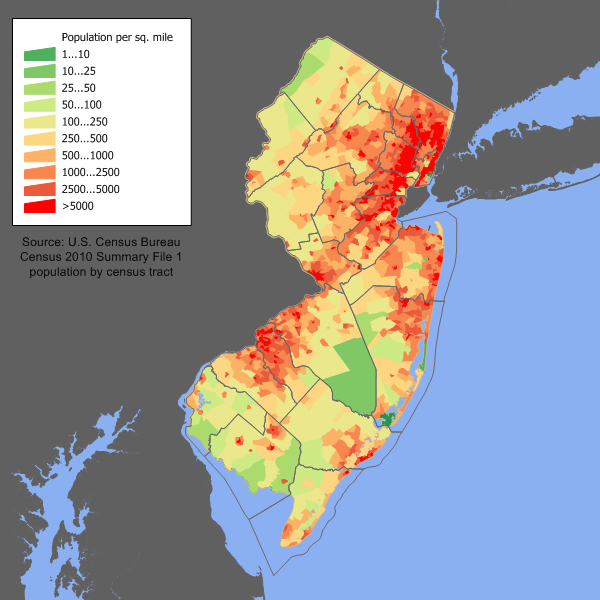
Densità di popolazione in New Jersey

Il New Jersey è il decimo Stato per popolazione degli Stati Uniti ed il quarantasettesimo per superficie, il che lo rende lo Stato di gran lunga più densamente popolato, con 467,6 abitanti per km².
La densità è molto maggiore nel nord est (area metropolitana di New York), nel sud ovest (area metropolitana di Filadelfia) e in alcune zone costiere.
Il New Jersey è uno degli stati più eterogenei per etnia e religione. È anche uno degli stati con la più alta presenza di italoamericani.
In base al censimento del 2010 la popolazione del New Jersey era così divisa:
- bianchi: 68,6%
- afro-americani: 13,7%
- asiatici: 8,3%
- nativi americani: 0,3%
- altre etnie: 6,4%
- più di due etnie: 2,7%

Una larga fetta della popolazione (17,7%) ha origine ispanica.
Secondo il censimento del 2000, il 12,31% della popolazione sopra i 5 anni parlava abitualmente lo spagnolo a casa, mentre l'1,48% parlava l'italiano. Secondo il censimento 2010, il 6,4% della popolazione è costituito da immigranti illegali. Sempre secondo il censimento del 2000, la comunità più numerosa dello Stato è quella di origine italiana (17,9%), seguita da quella irlandese (15,9%), quella afroamericana (13,6%), quella tedesca (12,6%) e quella polacca (6,9%).

### Religione
La principale religione è il Cristianesimo ma ci sono altre religioni:
- Cristiani: 77%
  - Cattolici: 39%
  - Protestanti: 36%
    - Battisti: 15%
    - Metodisti: 10%
    - Presbiteriani: 7%
    - Altri Protestanti: 59%

  - Altri Cristiani: 2%
- Ebrei: 6%
- Musulmani: 1%
- Altro: 1%
- Atei: 16%

## Cultura

### Istruzione
Nello Stato del New Jersey si trovano diverse università e college, tra i quali l'Università di Princeton che appartiene alla Ivy League.

## Geografia antropica

### Suddivisioni amministrative

#### Contee

Contee del New Jersey

Il New Jersey è diviso amministrativamente in 21 contee. I rappresentanti delle contee eletti dal popolo prendono il nome di Freeholder (una nomenclatura unica negli Stati Uniti).
Di seguito, a fianco ad ogni contea è indicato fra parentesi il relativo capoluogo.
- Atlantic (Mays Landing)
- Bergen (Hackensack)
- Burlington (Mount Holly)
- Camden (Camden)
- Cape May (Cape May Court House)
- Cumberland (Bridgeton)
- Essex (Newark)
- Gloucester (Woodbury)
- Hudson (Jersey City)
- Hunterdon (Flemington)
- Mercer (Trenton)
- Middlesex (New Brunswick)
- Monmouth (Freehold)
- Morris (Morristown)
- Ocean (Toms River)
- Passaic (Paterson)
- Salem (Salem)
- Somerset (Somerville)
- Sussex (Newton)
- Union (Elizabeth)
- Warren (Belvidere)

#### Città
In New Jersey non ci sono grandi città. La città più grande, Newark, è solo la 68° per popolazione a livello nazionale. Lo Stato è collocato geograficamente tra le due metropoli di New York e Filadelfia, dove molti residenti si recano per lavoro. Lo Stato è considerato parte dell'area urbana di New York (New York metropolitan area).
Al censimento del 2010 si contavano solo 4 città oltre i 100 000 abitanti (e tutte con meno di 300 000), ma ben 30 tra i 50 000 e i 100 000, e 96 tra i 20 000 e i 50 000.
In alcune zone, il tessuto urbano forma un agglomerato continuo. Il New Jersey è considerato lo Stato più urbanizzato degli Stati Uniti.

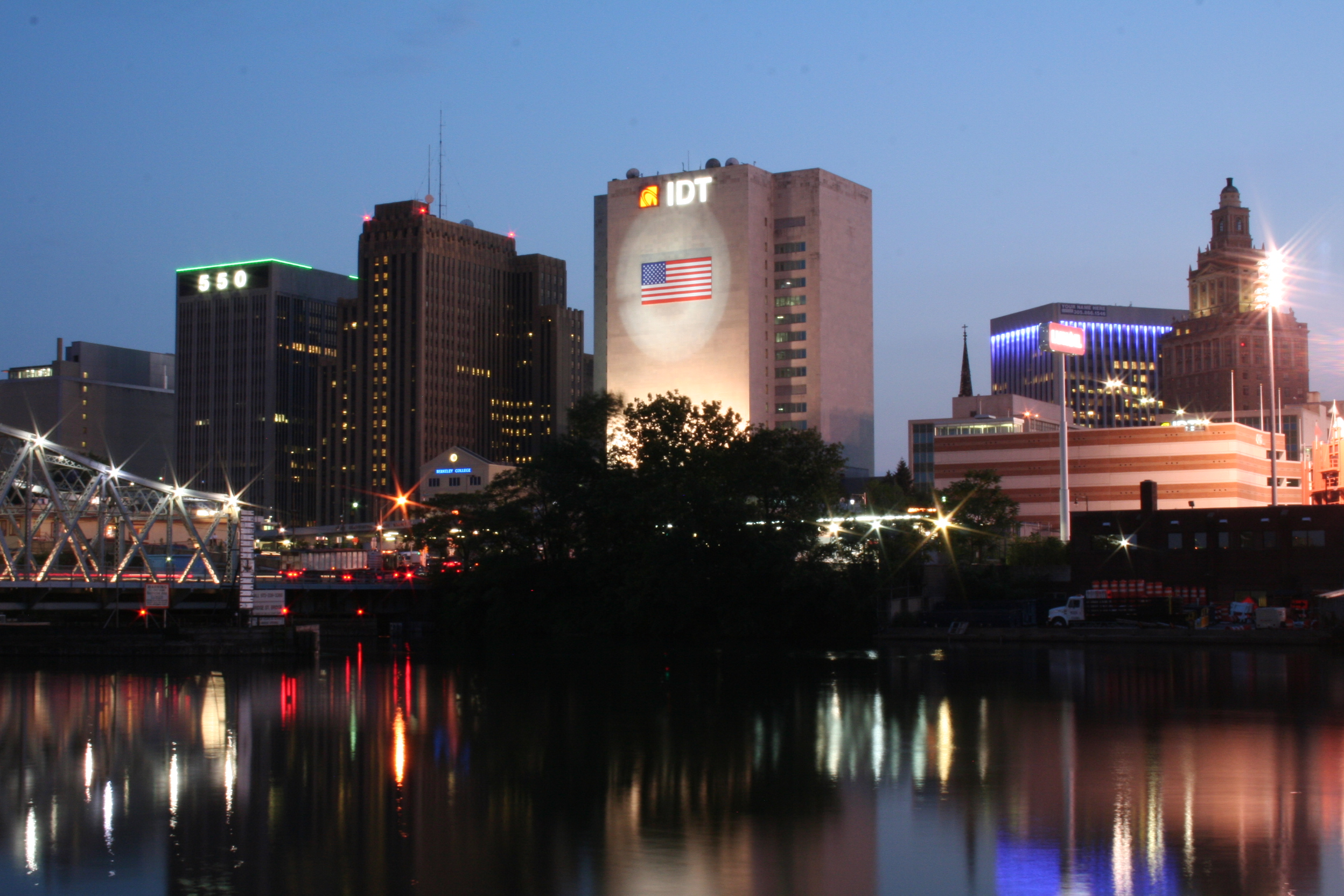
Panorama notturno di Newark

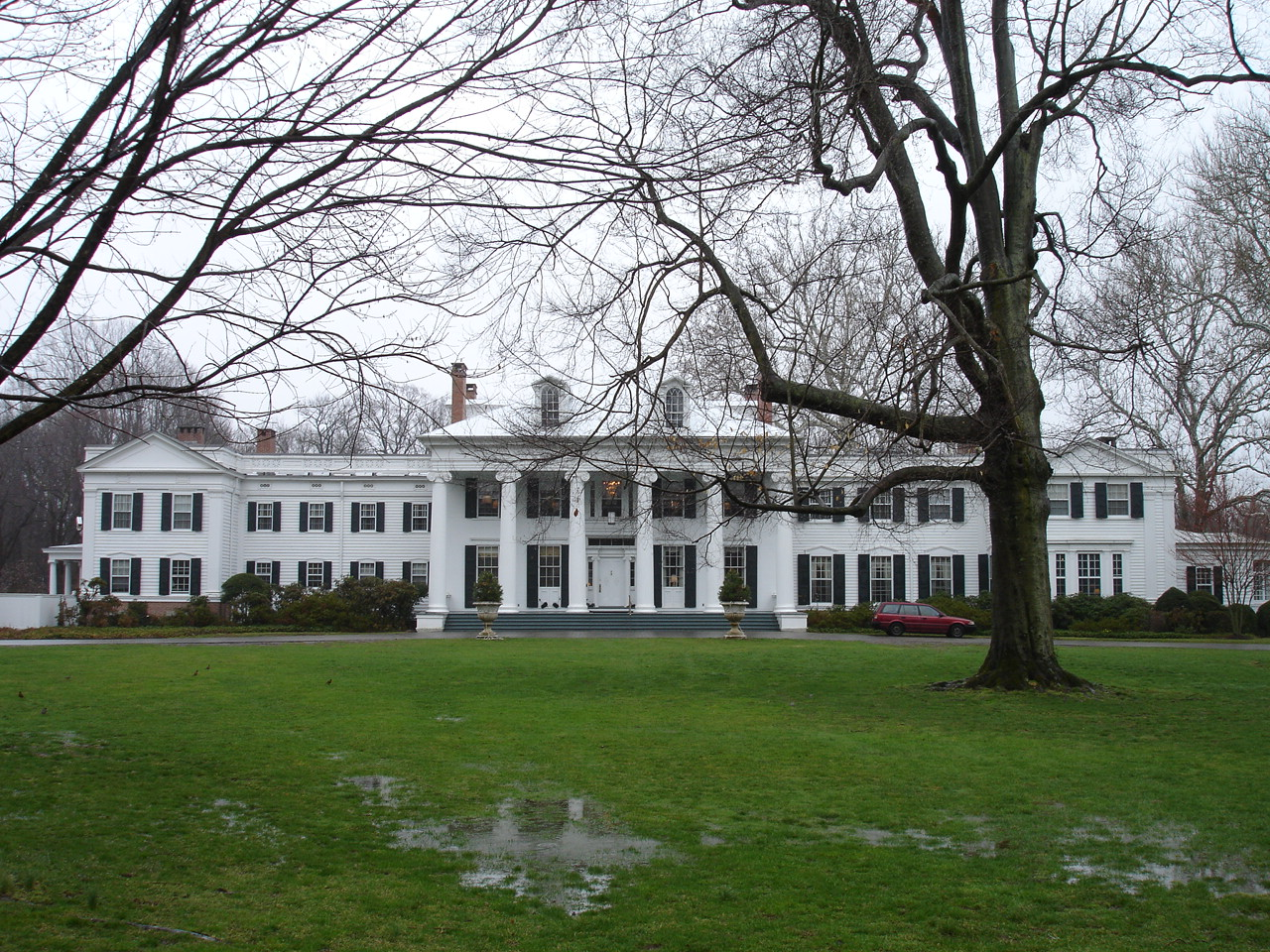
Drumthwacket, la residenza ufficiale del Governatore, a Princeton

Città principali (abitanti, censimento 2020)
- Newark, 311 549
- Jersey City, 292 442
- Paterson, 159 732
- Elizabeth, 137 298
- Lakewood, 135 158
- Edison, 107 588
- Woodbridge, 103 639
- Toms River, 95 438
- Hamilton Township, 92 297
- Trenton, 90 871

## Economia
L'economia del New Jersey ha una struttura portante basata sull'industria pesante, sulla chimica e sulla raffinazione di prodotti petroliferi. Altri settori di primo piano nell'apparato produttivo sono l'industria alimentare, le forniture elettriche, l'informatica e la farmaceutica.
In quest'ultimo settore in particolare, diverse grandi aziende del New Jersey hanno raggiunto dimensioni planetarie:
- la Johnson & Johnson, con sede a New Brunswick
- la Merck, con sede a Readington Township
- la Schering-Plough, con sede a Kenilworth
- la Wyeth, con sede a Madison

Hanno inoltre stabilimenti produttivi o sedi importanti in New Jersey la Pfizer, la Novartis, la La Roche e la Aventis.
Il New Jersey nel 2016 ha avuto un prodotto interno lordo di 581 miliardi di dollari USA, l'ottavo tra tutti gli stati statunitensi.
Il reddito medio per nucleo familiare nel 2015 era di 72 222 dollari USA, il terzo più alto tra tutti gli Stati Uniti, e del 29% superiore alla media nazionale.
Il reddito medio pro-capite nel 2012 era 37 288 dollari USA, in questo caso il secondo più alto negli Stati Uniti.
Lo sviluppo urbano e la ricchezza del New Jersey sono dovute principalmente alla sua posizione, che lo rende un crocevia ideale per l'industria, il commercio e i trasporti.

## Infrastrutture e trasporti

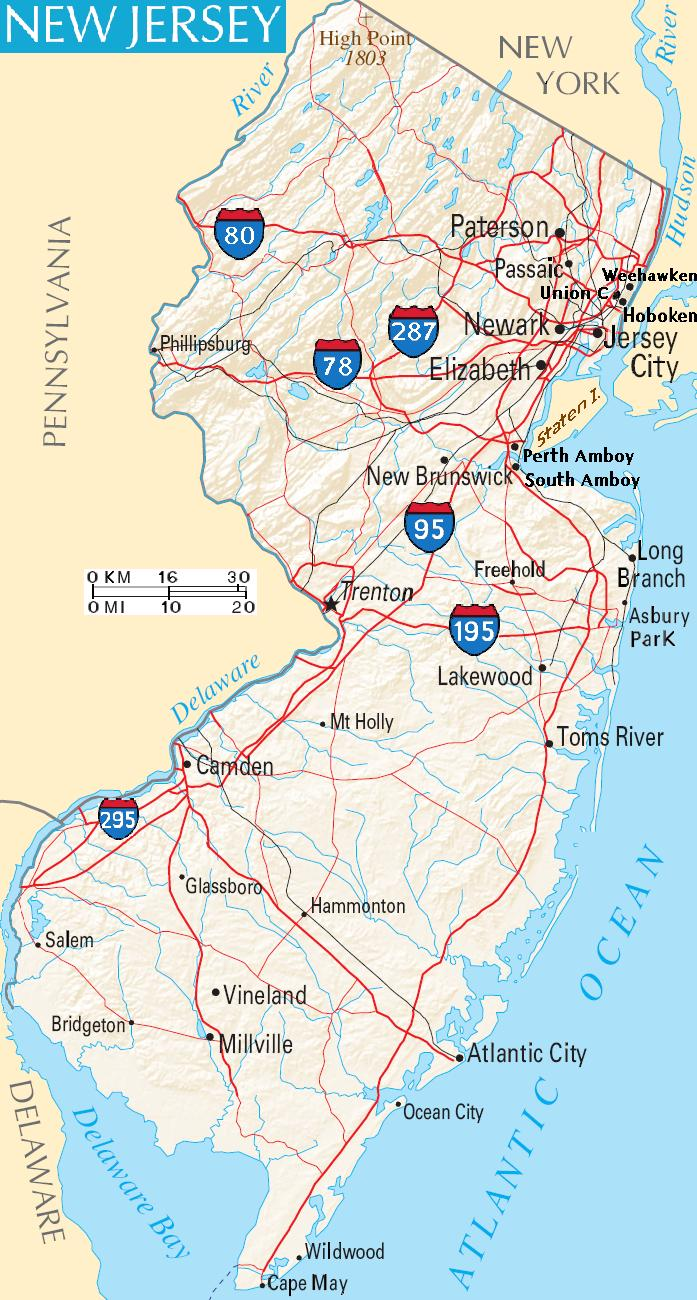
Principali arterie stradali e ferroviarie in NJ

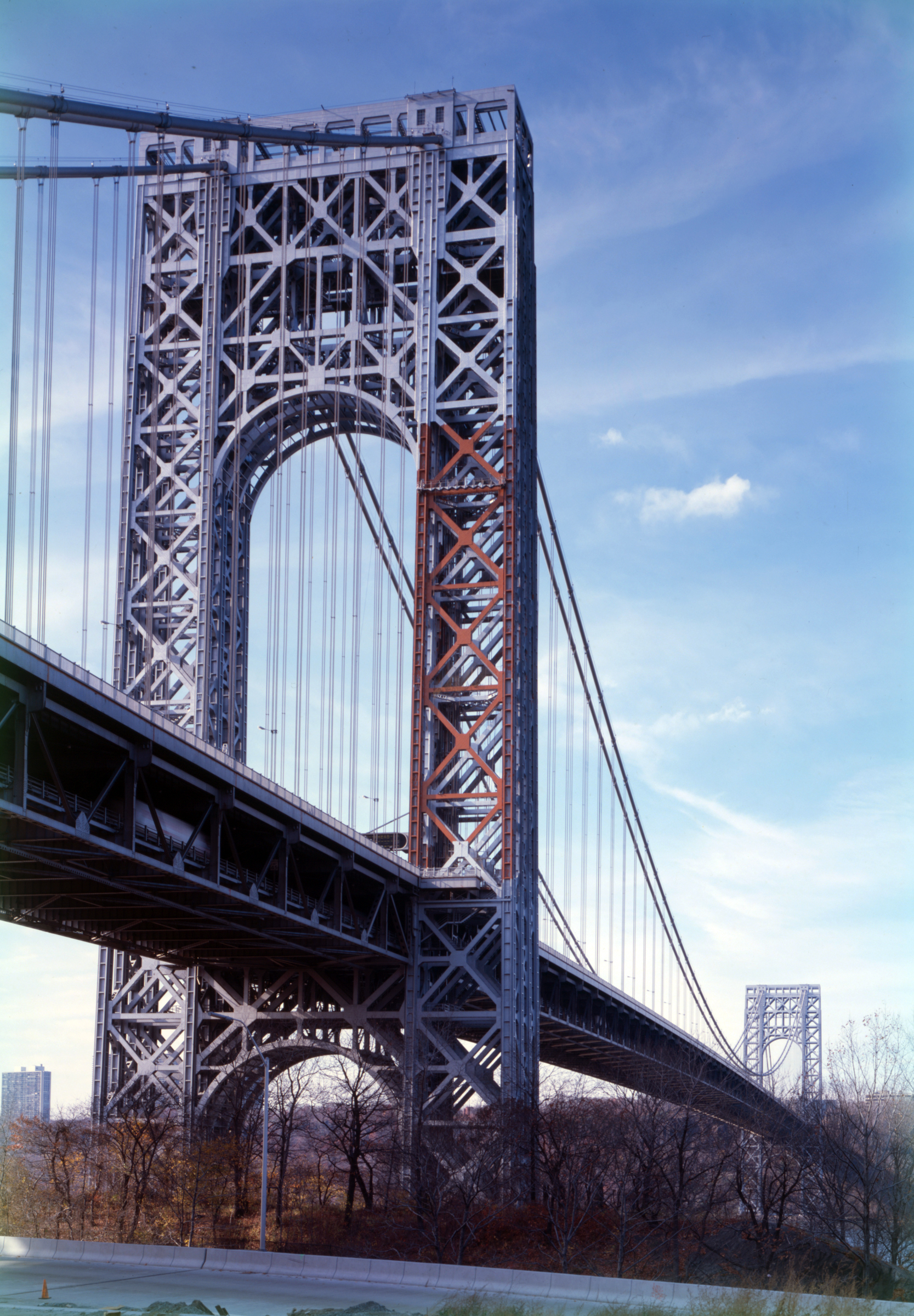
Il George Washington Bridge, completato nel 1931

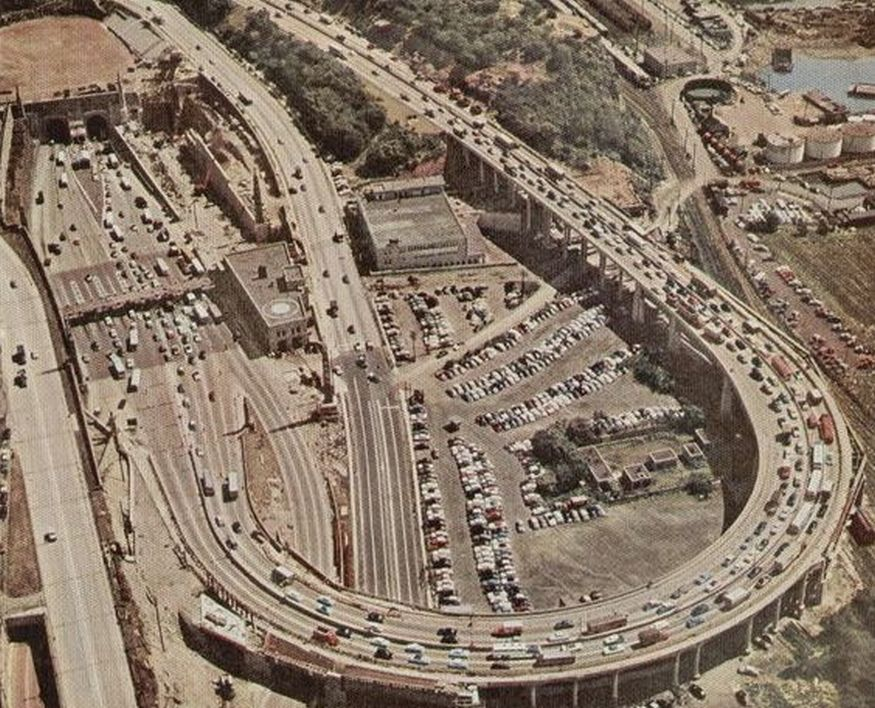
Ingresso del Lincoln Tunnel nel 1955

Il porto di Newark/Elizabeth è uno dei più attivi container terminal del mondo, e ospita ora la gran parte dei traffici mercantili che in passato attraccavano ai moli di New York City. Il porto è stato il primo al mondo ad essere attrezzato per lo sbarco di container.
Il Newark Liberty International Airport, a soli 24 km da Manhattan, è uno dei 20 maggiori aeroporti al mondo in termini di traffico.
La rete autostradale e stradale è eccezionalmente sviluppata.
La New Jersey Turnpike è una delle autostrade (highway) più conosciute e più trafficate degli Stati Uniti (all'altezza dell'aeroporto di Newark conta 16 corsie), e collega il nord-est dello Stato (e l'area metropolitana di New York) con il Delaware, per poi continuare, come Interstate 95, verso Washington.
La Garden State Parkway collega il nord New Jersey con la sua estremità meridionale, Cape May.
Un gran numero di autostrade raggiungono le varie località dello Stato. La Atlantic City expressway collega Filadelfia con la capitale del gioco d'azzardo sulla costa Est.
La rete ferroviaria è molto estesa e concentrata sul trasporto da e verso New York. La New Jersey Transit è una delle principali aziende di trasporto ferroviario a livello nazionale, e gestisce le linee di treno tradizionali a medio/lunga percorrenza. Diverse linee di treni leggeri per il trasporto locale sono attive in particolar modo nella Contea di Hudson e nella zona di Newark.
Il PATH è un sistema di trasporto basato su treni metropolitani, gestito dall'Autorità Portuale di New York e New Jersey, e collega Newark, Hoboken e Jersey City con Manhattan.
Il New Jersey è collegato con New York da 4 ponti e 2 tunnel, tutti molto trafficati per il pendolarismo. La parte nord di Manhattan è raggiungibile attraversando il Ponte George Washington; inaugurato nel 1931, questo ponte ha una campata di 1,1 km, ed è il quarto ponte sospeso più lungo negli Stati Uniti ed uno dei ponti più trafficati al mondo (14 corsie).
Midtown Manhattan è il punto di arrivo del Lincoln Tunnel, lungo 2,4 km, uno dei tunnel più trafficati al mondo (è attraversato ogni giorno da una media di 120 000 veicoli). Lower Manhattan è il punto di arrivo dell'Holland Tunnel.
Poco più a sud, il Bayonne Bridge, il Goethals Bridge e l'Outerbridge Crossing collegano il New Jersey a Staten Island, un altro dei 5 quartieri di New York.

## Ordinamento politico
L'attuale costituzione del New Jersey venne adottata nel 1947. Essa prevede un senato di 40 membri e un'assemblea generale di 80 membri. Lo Stato comprende 40 circoscrizioni elettorali, e ciascuna elegge un senatore e due membri dell'assemblea.
Le elezioni hanno luogo il primo martedì dopo il primo lunedì di novembre negli anni dispari; possono partecipare tutti i cittadini che hanno superato l'età di 18 anni, salvo i pregiudicati. L'assemblea generale è eletta per due anni; il senato è eletto per due anni negli anni che finiscono in 1 (1991, 2001, 2011, ecc.) e per quattro anni negli anni che finiscono in 3 e 7 (1997, 2003, 2007, ecc.). Il governatore dello Stato è eletto ogni 4 anni.
La magistratura dello Stato comprende circa 360 giudici in tribunali di prima istanza, 40 giudici d'appello, e 7 giudici della corte suprema.
A livello federale, il New Jersey è stato in passato uno Stato chiave nelle elezioni presidenziali del 1960, 1968 e 1992. Nelle elezioni del 1948, 1968 e 1976 la maggioranza degli elettori dello Stato votò per il candidato repubblicano. Dal 1976 in poi il New Jersey è stato una roccaforte democratica (anche se dal 2010 al 2018 c'è stato un governatore repubblicano).

## Sport
Le principali società sportive del New Jersey sono:
- I New Jersey Devils, nella NHL, di casa al Prudential Center di Newark.
- I New York Giants, squadra di New York che milita nella NFL e gioca in casa al MetLife Stadium di East Rutherford.
- I New York Jets, altra squadra di New York che milita nella NFL, di casa al MetLife Stadium nelle date in cui i New York Giants sono in trasferta.
- I New York Red Bull, squadra di New York che milita nella MLS Major League Soccer, di casa alla Red Bull Arena, a Harrison.

Dal 1977 al 2012 i New Jersey Nets, nella NBA, hanno disputato i loro incontri prima all'Izod Center di East Rutherford e poi al Prudential Center di Newark. Rinominata Brooklyn Nets, dal 2012 la squadra gioca le sue partite casalinghe al Barclays Center di Brooklyn.
Nel 2011 il New Jersey ottenne la possibilità di ospitare il Gran Premio di Formula 1 dal 2012 al 2016 sul circuito cittadino di Weehawken/West New York, ma il progetto fu poi abbandonato per mancanza di finanziamenti.